# Liza Pusztai
Liza Pusztai, née le 11 mai 2001 à Budapest, est une escrimeuse hongroise pratiquant le sabre.

## Carrière
Elle remporte une médaille de bronze individuelle lors des championnats d'Europe 2017.
Elle remporte le titre individuel lors des Jeux olympiques de la jeunesse de 2018 à Buenos Aires.
Elle est médaillée d'argent par équipe lors des championnats d'Europe d'escrime 2019.
En 2021, Pusztai rejoint l’équipe olympique hongroise pour les Jeux de Tokyo. L’année suivante, elle décroche le titre par équipes aux championnats du monde au Caire
Elle remporte la médaille de bronze en sabre par équipes aux Jeux européens de 2023 à Cracovie, qui font office de championnats d'Europe pour les épreuves par équipes,.
En 2024, Pusztai devient vice-championne d'Europe à Bâle, où elle perds 13-15 face à Celia Pérez Cuenca.

## Palmarès
- Championnats du monde
  -  Médaille d'or par équipes en 2022 au Caire
  -  Médaille d'or par équipes en 2023 à Milan

- Championnats d'Europe
  -  Médaille d'argent par équipes en 2019 à Düsseldorf
  -  Médaille d'argent aux championnats d'Europe 2024 à Bâle
  -  Médaille de bronze aux championnats d'Europe 2017 à Tbilissi
  -  Médaille de bronze par équipes en 2023 à Cracovie (dans le cadre des Jeux européens)